# Chiave USB

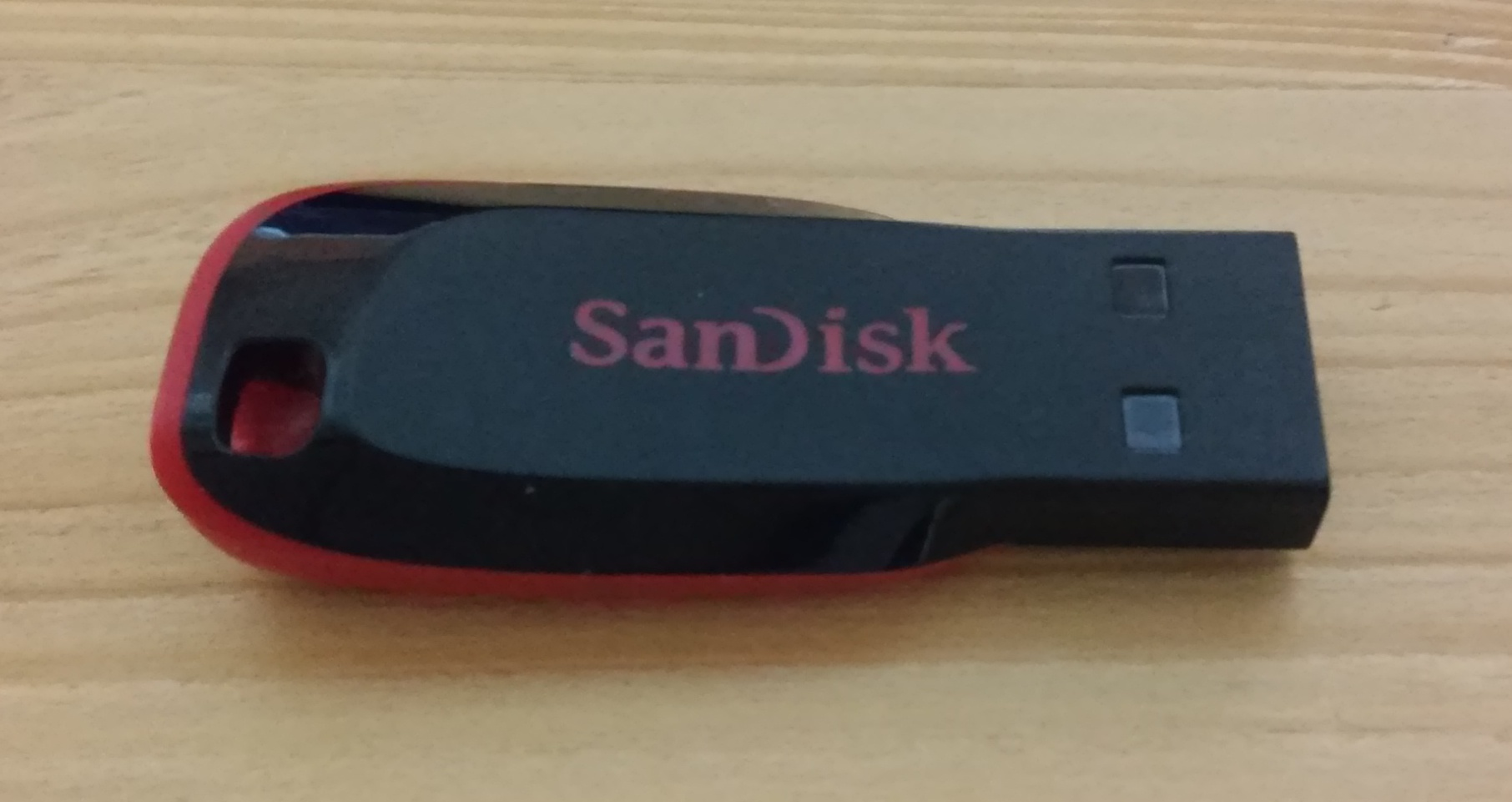
Una chiave USB Sandisk Cruzer

Una chiave USB (anche chiavetta USB, penna USB, unità flash USB o in lingua inglese USB flash drive, o pen drive) è una memoria di massa portatile che si collega al computer mediante la porta USB.
I dati sono memorizzati in una memoria flash, tipicamente di tipo NAND, contenuta al suo interno. La capacità è limitata unicamente dalla densità delle memorie flash impiegate, con il costo per megabyte che aumenta rapidamente per alte capacità. Molti modelli dispongono di un occhiello per permetterne l'aggancio all'anello di un comune portachiavi.

## Storia

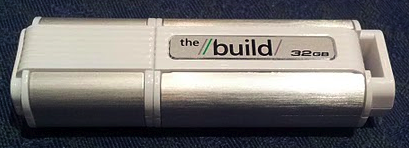
Chiave USB Windows To Go

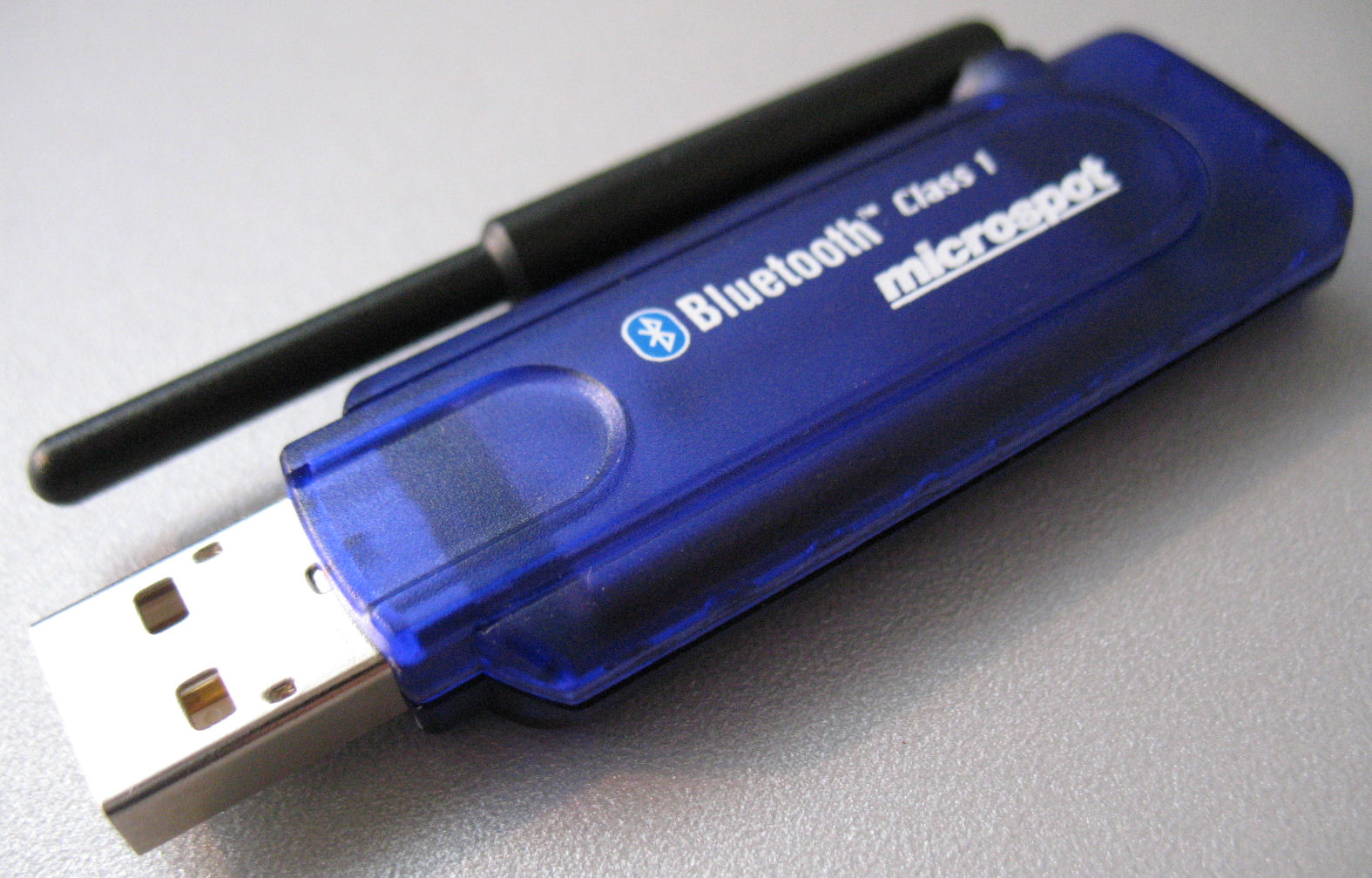
Chiave USB con antenna Bluetooth

Nel 1999, appaiono le prime esposizioni pubbliche di chiavi USB ad alta velocità.
Nel gennaio 2000, la prima USB in vendita fu la ThumbDrive da 8 megabyte di spazio, prodotta dalla Trek Technology di Singapore. Da allora, c'è stato un progressivo incremento costante e significativo, sia come velocità di lettura/scrittura, che come spazio di archiviazione; mentre, il costo unitario per byte stoccato, è a tutt'oggi in continua diminuzione.
Nel 2017, al Consumer Electronics Show di Las Vegas, la Kingston Technology, uno dei principali produttori di questo genere di dispositivi, presenta il modello più capiente disponibile sul mercato, la DataTraveler Ultimate Generation Terabyte (GT) con capacità di 2 TB, che sfrutta lo standard USB 3.1 Gen 1, capace di raggiungere una velocità massime teoriche di 160 MB/s in scrittura e di 240 MB/s in lettura.

## Caratteristiche

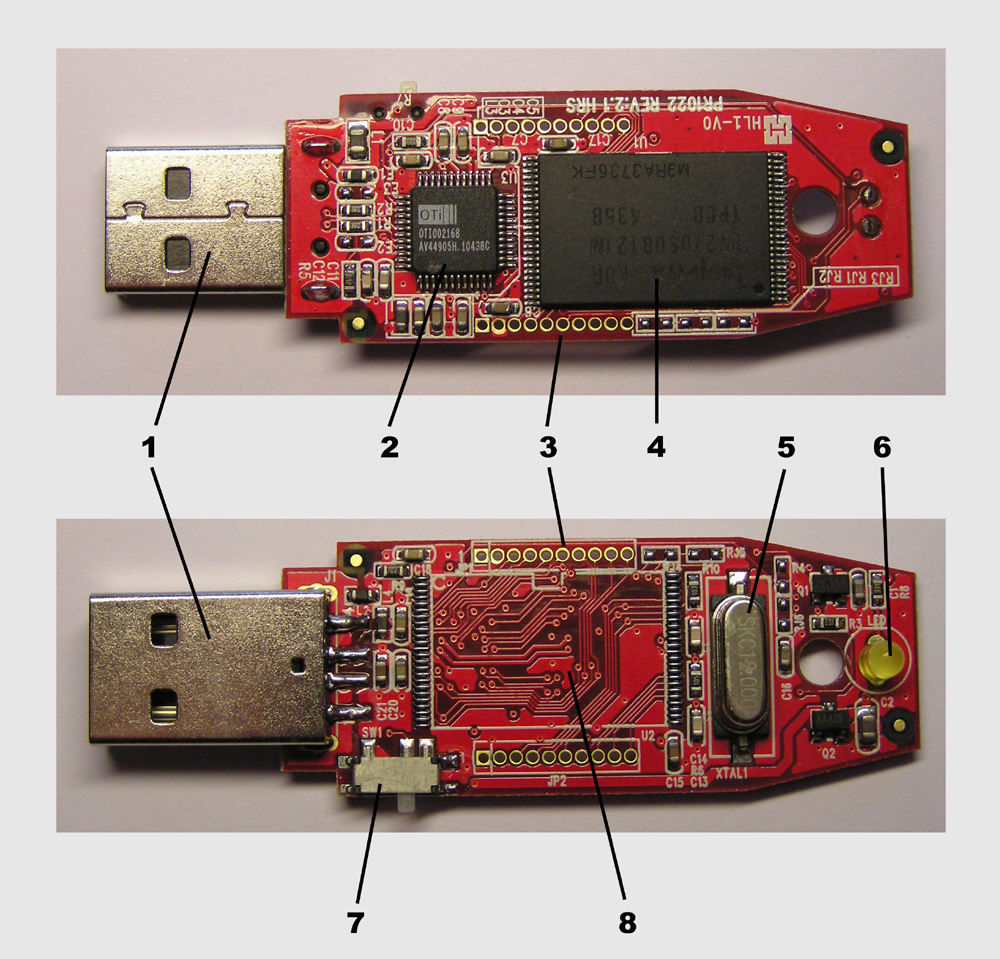
Una chiave USB priva di involucro esterno. Sono visibili:
1) connettore USB
2) chip di gestione del protocollo USB
3) pin per test industriali
4) memoria flash in formato TSOP
5) quarzo dell'oscillatore
6) LED di funzionamento
7) interruttore per il blocco della scrittura
8) spazio per una seconda memoria flash

Grazie alle dimensioni ridotte, all'assenza di meccanismi mobili potenzialmente poco affidabili, alle crescenti dimensioni della memoria e alla sua interoperabilità, la chiavetta si è affermata, superando i CD e i DVD, come unità preferita per il trasporto fisico di dati. Si deve però tenere in considerazione il fatto che il numero di scritture che una memoria flash può supportare è limitato, sebbene molto alto (oltre 100 000 cicli di scrittura).
Inizialmente molte marche di chiavette USB avevano in catalogo le versioni dotate di piccola levetta laterale che, quando azionata, impediva la scrittura sul dispositivo.
Nello scaricamento e caricamento di dati la chiavetta USB è il supporto con il minore ingombro e il più veloce; la porta USB è inoltre in grado di alimentare elettricamente le periferiche a basso consumo come le chiavette, senza necessità di una autonoma fonte d'energia, e ne permette il collegamento/scollegamento senza spegnere il computer (limitandosi a seguire la procedura per la rimozione sicura da sistema operativo).

## Funzionamento
Il protocollo per il trasferimento dei dati dal computer alla chiavetta, e viceversa, è un protocollo standard denominato USB Mass Storage protocol. Tale standardizzazione ha incoraggiato l'inclusione dei driver di supporto nel file system locale da parte dei produttori di sistemi operativi quali Windows, macOS e GNU/Linux.
Inizialmente la velocità di lettura/scrittura della memoria flash contenuta nella chiavette era molto bassa, "frenata" dalla ridotta banda passante dell'interfaccia USB, che nella sua versione originale, la 1.1, è di 12 Mbit/s. Recentemente invece quasi tutte le chiavette di nuova costruzione utilizzano le più veloci versioni 2.0 o 3.0, perfettamente retrocompatibili con la versione 1.1, e dotate di una banda passante rispettivamente di 480 Mbit/s e di 4,8 Gbit/s.
È da precisare però che la velocità non dipende solo dall'interfaccia, ma anche dal tipo di memoria flash utilizzata e dall'eventuale presenza di microchip dedicati all'interno della chiavetta stessa. Esistono a questo proposito in commercio alcune chiavette che contengono un piccolo microprocessore dedicato a ottimizzare il processo di lettura/scrittura sulla memoria flash. La maggiore complessità di queste soluzioni relegano per il momento questi "bolidi" a un mercato professionale di fascia alta con esigenze specifiche.